# Haematopota circina
Haematopota circina är en tvåvingeart som beskrevs av Philip 1963. Haematopota circina ingår i släktet Haematopota och familjen bromsar. Inga underarter finns listade i Catalogue of Life.